# ライムサイクリン
ライムサイクリン（英：Lymecycline）はテトラサイクリン系の広域抗生物質である。テトラサイクリン塩基の約5,000倍の溶解性があり、炭水化物が吸収されるのと同じ迅速かつ効率的な機構を利用し、腸壁を通過する能動輸送過程により吸収されるという点で、テトラサイクリン系抗生物質の中でも特徴的である。
ライムサイクリンは吸収率が高いため、低用量で使用できる。標準用量408mgは、テトラサイクリン塩基300mgに相当し、その作用はテトラサイクリン塩酸塩500mgに相当する。
ライムサイクリンはテトラサイクリン塩酸塩とは異なり、すべての生理学的なpHで溶解する。

## 歴史
ライムサイクリンは1963年にFarmitaliaから発売された。

## 適応
ライムサイクリンは他のテトラサイクリン系薬剤と同様、様々な感染症の治療に使用される。

### 尋常性痤瘡
中重度の尋常性痤瘡では吸収プロファイルはテトラサイクリンよりも優れ、通常は一度に8週間処方されるが、3か月までに改善が見られない場合は代替薬を探すべきである。

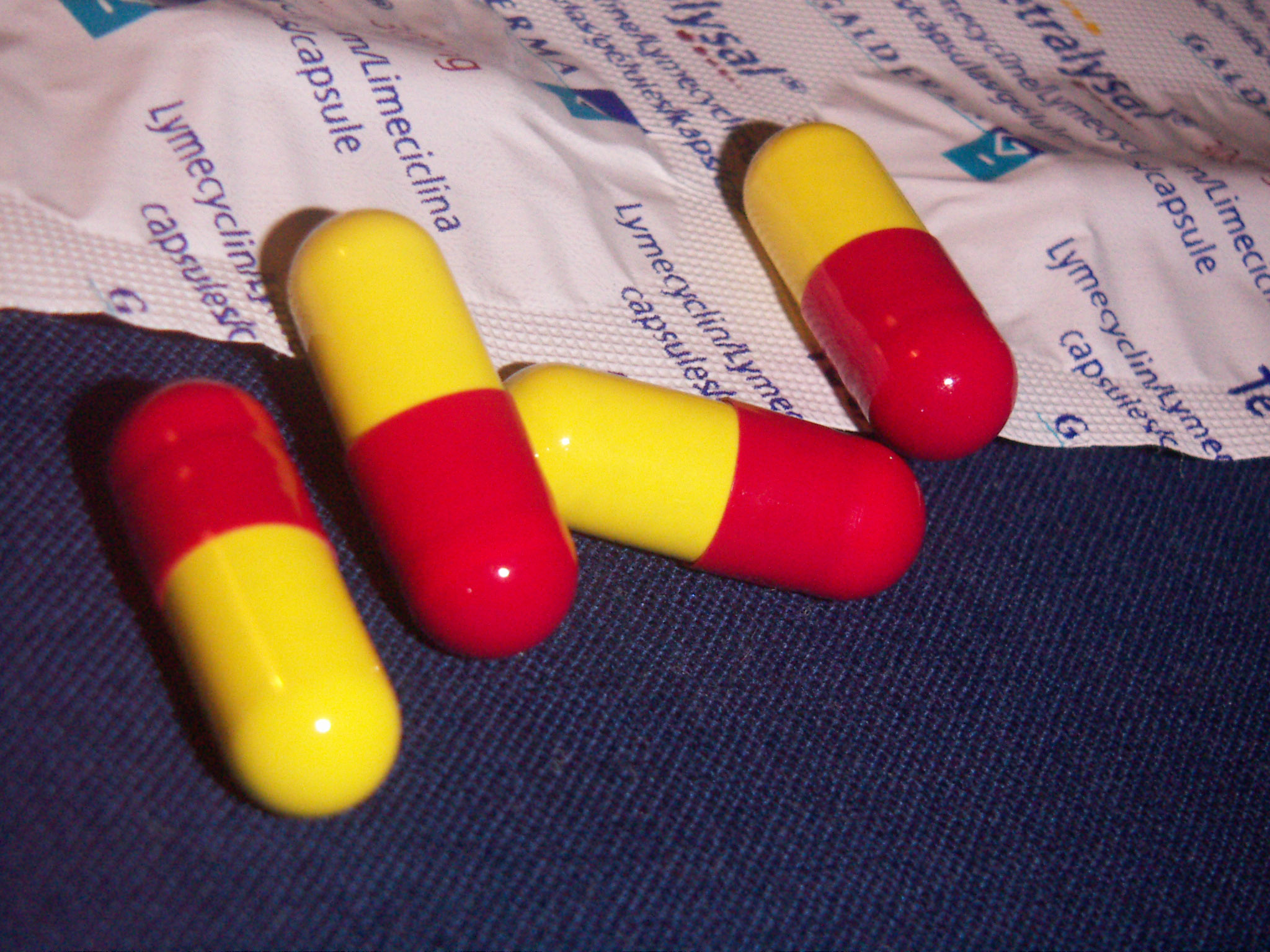
Lymecycline capsules

## 副作用
ライムサイクリンの副作用には、皮疹、頭痛、下痢、吐き気、嘔吐、皮膚炎、肝炎、過敏症、視覚障害などがある。長期間服用で逆流性食道炎を引き起こす可能性がある。最近、テトラサイクリン系抗生物質が若者の甲状腺機能障害と関連している。

## 関連記事
- 抗菌剤の年表